# Megalomania
Albums de Aqua
Greatest Hits
Singles
1. How R U Doin?
Sortie : 14 mars 2011
2. Like a Robot
Sortie : 12 septembre 2011
3. Playmate to Jesus
Sortie : 12 septembre 2011

Megalomania est le troisième album studio  d'Aqua, après Aquarium sorti en 1997 et Aquarius sorti en 2000. Il est sorti le 30 septembre 2011 physiquement et le 3 octobre 2011 en téléchargement digital.

## Genèse
L'enregistrement de l'album débuta fin juillet 2010. Initialement prévu pour fin 2010, la sortie de l'album fut repoussée plusieurs fois : d'abord pour le printemps 2011 puis le 4 juin 2011, ensuite septembre 2011 pour finalement sortir le 3 octobre 2011. Le 10 mars 2011, le groupe publie How R U Doin? qui est sorti sur iTunes le 14 mars 2011. La sortie tardive du single en téléchargement légal, le peu de promotion du single (une seule représentation à X-factor fin avril) et la sortie tardive du clip auront eu raison du single qui entrera directement au top 4 des charts danois avant de dégringoler et de quitter les charts. 
Le groupe acheva finalement l'enregistrement de l'album entre juillet 2011 et août 2011. Cela a mis longtemps car Aqua voulait être complètement satisfait du résultat. Ils ont ainsi enregistré plus d'une centaine de démo, qu'ils ont ensuite dû trier pour avoir la liste des titres finale de l'album.
Après une absence sur leur page facebook, sans donner de nouvelles, le groupe fait une annonce le 22 août 2011 donnant la date de sortie de l'album, le nombre de pistes et la pochette.
Le 31 août 2011, Soren un des membres du groupe nous en dit un peu plus sur la première piste de l'album, Playmate to Jesus, une chanson mid-tempo. « Elle a été la première piste terminée de l'album, et nous avons eu un super feeling avec la chanson quand nous l'avions fait. » Cela parle de l'amour universel, ce que tu donnes te reviendra toujours. Le premier son que l'on entend (les 3 premières secondes) sont des bruitages de l'espace…
Le 7 septembre 2011, un aperçu de la nouvelle vidéo pour le nouveau single est diffusé sur le facebook officiel du groupe. Les deux singles Playmate to Jesus et Like a Robot furent publiés en même temps le 12 septembre 2011. Le clip officiel de Playmate to Jesus fut diffusé le 23 septembre 2011.

## Liste des titres
| No  | Titre                                            | Auteur                                                     | Durée |
| --- | ------------------------------------------------ | ---------------------------------------------------------- | ----- |
| 1.  | Playmate to Jesus                                | Søren Rasted, Claus Norreen, René Dif, Lene Nystrøm Rasted | 4:47  |
| 2.  | Dirty Little Popsong                             | Søren Rasted, Claus Norreen, Sue Brask, Kasper Bjørke      | 3:49  |
| 3.  | Kill Myself                                      | Søren Rasted, Claus Norreen, Lene Nystrøm Rasted           | 3:30  |
| 4.  | Like a Robot                                     | Søren Rasted, Claus Norreen, Lucas Secon                   | 3:39  |
| 5.  | Viva Las Vegas                                   | Søren Rasted, Claus Norreen, Sue Brask                     | 3:24  |
| 6.  | No Party Patrol                                  | Søren Rasted, Claus Norreen, Sue Brask, Niels Rahr         | 3:22  |
| 7.  | Come 'N Get It                                   | Søren Rasted, Claus Norreen                                | 3:27  |
| 8.  | Sucker for a Superstar                           | Søren Rasted, Claus Norreen, Sue Brask                     | 3:20  |
| 9.  | Be My Saviour Tonight                            | Søren Rasted, Claus Norreen, Hej Matematik, Dif            | 3:18  |
| 10. | How R U Doin?                                    | Søren Rasted, Claus Norreen, Thomas Troelsen               | 3:21  |
| 11. | If the World Didn’t Suck (We Would All Fall Off) | Søren Rasted, Claus Norreen, Sue Brask                     | 3:21  |

- Pistes Bonus Russian Edition

| No  | Titre                | Auteur                                                                                         | Durée |
| --- | -------------------- | ---------------------------------------------------------------------------------------------- | ----- |
| 12. | Back To The 80's     | Søren Rasted, Claus Norreen                                                                    | 3:44  |
| 13. | My Mamma Said        | Søren Rasted, Claus Norreen                                                                    | 3:38  |
| 14. | Live Fast Die Young  | Søren Rasted, Claus Norreen                                                                    | 3:03  |
| 15. | Happy Boys And Girls | Lene Grawford Nystrøm/J.Pederson/René Dif/Claus Norreen/Søren Rasted/K.Delgado                 | 3:37  |
| 16. | Barbie Girl          | J.Pederson/René Dif/Claus Norreen/Lene Grawford Nystrom/Søren Rasted/K.Delgado                 | 3:16  |
| 17. | Around The World     | Søren Rasted, Claus Norreen                                                                    | 3:28  |
| 18. | Doctor Jones         | Claus Norreen/René Dif/Søren Rasted                                                            | 3:22  |
| 19. | Lollipop (Candyman)  | Langho/Lene Grawford Nystrøm/J.Pederson/René Dif/Claus Norreen/Søren Rasted/Hartmann/K.Delgado | 3:35  |
| 20. | My Oh My             | J.Pederson/René Dif/Claus Norreen/Søren Rasted/K.Delgado                                       | 3:25  |
| 21. | Roses Are Red        | Søren Rasted, Claus Norreen                                                                    | 3:16  |

## Singles
- Le premier single extrait de l'album est How R U Doin?.
- Le deuxième single s'intitule Playmate to Jesus et est sorti le 12 septembre 2011, la même date que pour le single Like a Robot.